# Gaocheng (köpinghuvudort i Kina, Jiangsu Sheng, lat 31,46, long 119,81)
Gaocheng (kinesiska: 高塍, 高塍镇) är en köpinghuvudort i Kina. Den ligger i provinsen Jiangsu, i den östra delen av landet, omkring 120 kilometer sydost om provinshuvudstaden Nanjing. Antalet invånare är 63 089. Befolkningen består av 30 285 kvinnor och 32 804 män. Barn under 15 år utgör 9,0 %, vuxna 15-64 år 76 %, och äldre över 65 år 13,0 %.
Runt Gaocheng är det tätbefolkat, med 790 invånare per kvadratkilometer. Närmaste större samhälle är Yicheng, 10,7 km söder om Gaocheng. Trakten runt Gaocheng består till största delen av jordbruksmark.
Genomsnittlig årsnederbörd är 1 542 millimeter. Den regnigaste månaden är juli, med i genomsnitt 268 mm nederbörd, och den torraste är december, med 50 mm nederbörd.